# 哈萨克斯坦民主选择
哈萨克斯坦民主选择（QDT，DVK）是一个被哈萨克斯坦法院视为极端组织的被禁止注册的政党。它是由商人、前牧师穆赫塔尔·阿布利亚佐夫和巴甫洛达尔州的前地方首长盖里姆赞·扎季亚诺夫。该党接纳了该国一些有影响力的政治家和富商，他们对纳扎尔巴耶夫总统的内部圈子不再抱有幻想。该党采取了强烈的反纳扎尔巴耶夫立场，批评总统及其集团的腐败和裙带关系。该党寻求和平推翻哈萨克斯坦现政权，并将哈萨克斯坦转变为议会共和制。